# صومعه هوهانس مقدس تعمیددهنده (باگاوان)

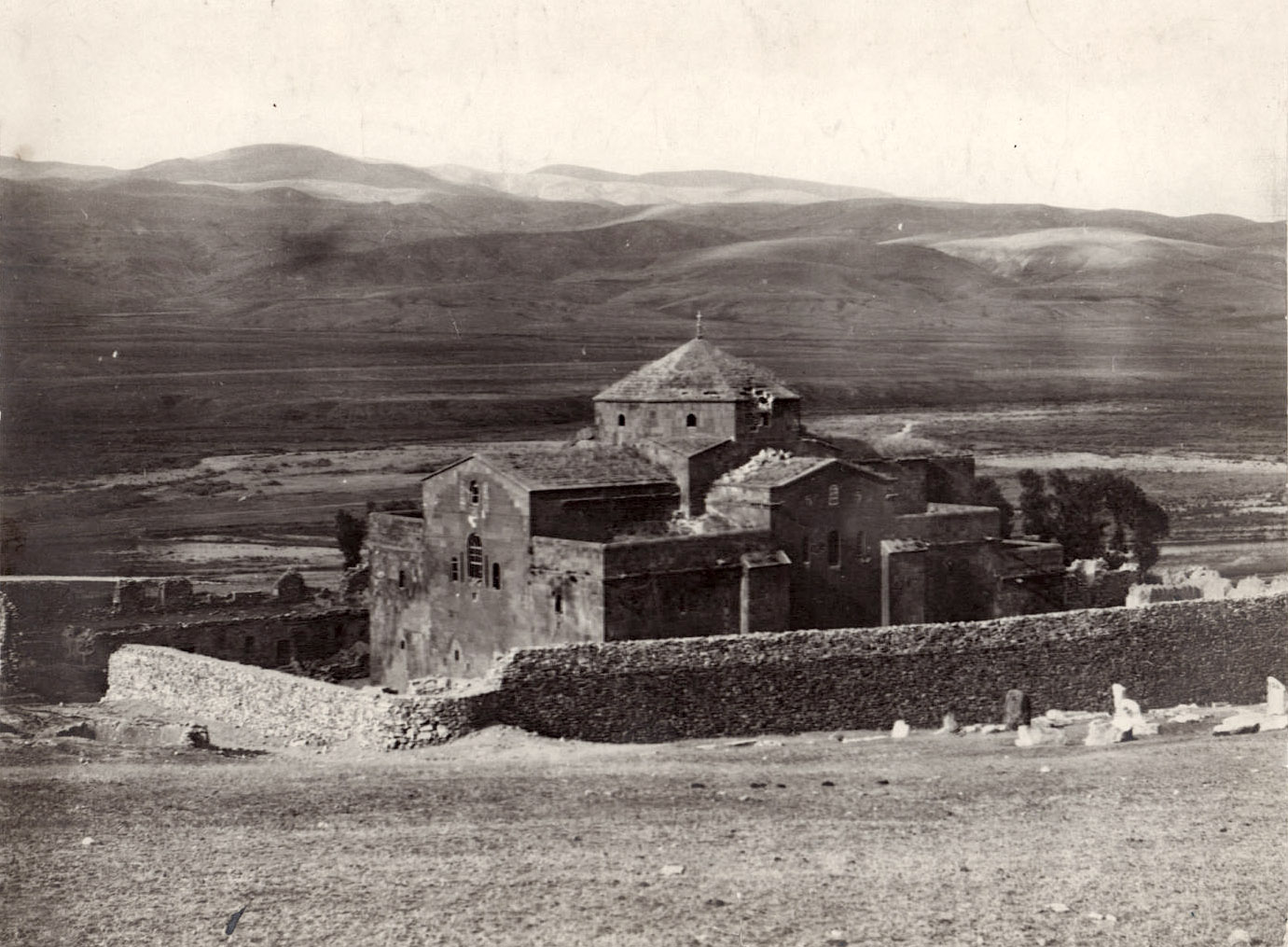
کلیسا باگاوان در حدود سال ۱۹۱۵ میلادی

صومعه هوهانس مقدس تعمیددهنده (انگلیسی: Bagavan) یک کلیسایی قدیمی ارمنی بود که امروزه در استان آغری ترکیه واقع شده است.